# Sonata para piano n.º 21 (Schubert)

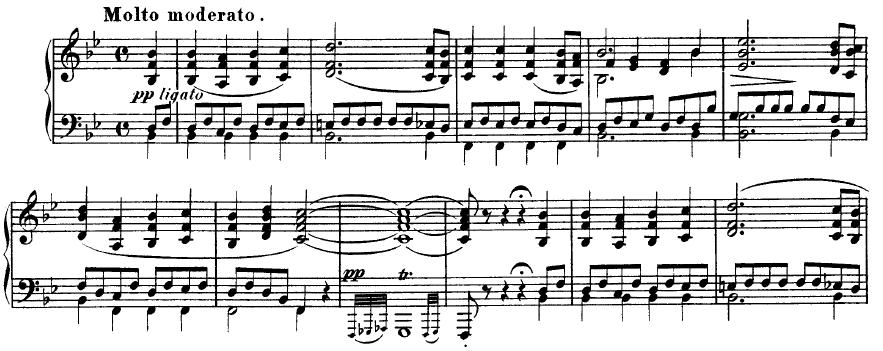
Apertura de la Sonata en si bemol mayor.

La Sonata para piano n.º 21 en si bemol mayor D. 960 es la vigesimoprimera y última sonata para piano de Franz Schubert. Fue compuesta en septiembre de 1828, el año de su muerte. Forma junto las sonatas D. 958 y D. 959 las últimas obras mayores para piano del compositor, todas escritas durante sus últimos meses de vida, entre primavera y otoño de 1828, época en que se encontraba afectado por una sífilis terciaria.
Una ejecución estándar dura aproximadamente cuarenta minutos. Está dividida en cuatro movimientos:
1. Molto moderato
2. Andante sostenuto
3. Scherzo : Allegro vivace con delicatezza
4. Allegro ma non troppo

La sonata D. 960 de Schubert es generalmente considerada su mayor logro en esta forma y una de las más finas contribuciones a la larga serie de sonatas para piano.
En la discrografía de referencia hay que incluir las magníficas interpretaciones por Alfred Brendel así como la de Sviatoslav Richter.
Marcel Schneider ve en ella un testamento musical en el que Schubert se supera a sí mismo: "Así como finalmente logra en este mismo año de 1828 extender el lied a las dimensiones de la sinfonía, con su Gran Sinfonía en Do, también logra hacer de su última sonata una especie de canto continuo, ilimitado, tan largo, tan variado, tan denso, a la vez tan particular y tan general que da una impresión de infinito”.

## Composición y publicación
En septiembre de 1828, Schubert compuso sus últimas tres sonatas para piano: en do menor D. 958, en la mayor D. 959 y en si bemol mayor D. 960. Fue él quien anotó estos números; por lo tanto, es evidente que las consideraba como un todo.
    “He compuesto, entre otras cosas, tres sonatas para piano solo, que me gustaría dedicar a Hummel […]. He tocado estas sonatas en diferentes lugares con gran éxito. »
— Schubert a su editor Probst, 2 de octubre de 1828
Schubert había conocido a Hummel, pianista y amigo de Beethoven, durante su última enfermedad. El manuscrito de la última sonata lleva al final la indicación “Viena, 26 de septiembre de 1828”; por lo tanto, esta fecha debe considerarse como la de la finalización de la trilogía. Precisamente juntas serán publicadas en 1838, por Anton Diabelli, sin número de opus pero con el título: “Very last composers of Franz Schubert – Three Great Sonatas”. Habiendo muerto ya Hummel en 1837, el editor ofrece la dedicatoria del volumen a Robert Schumann, quien había elogiado muchas de las obras de Schubert en sus reseñas.

## Estructura
La Sonata en si bemol mayor sigue una estructura clásica de cuatro movimientos.
- Molto moderato
- Andante sostenuto
- Scherzo : Allegro vivace con delicatezza
- Allegro ma non troppo

### Molto moderado
Comienzo de la Sonata en si bemol mayor
La melodía inicial del Molto moderato parece surgir de un sueño antes de afirmarse con una serenidad que caracterizará toda la obra. Surge entonces, bajo la amplia melodía, un retumbar de bajos (trino disonante en sol bemol) que jugará un papel estructural y cadencioso; es la clave para la organización del movimiento, es él quien introduce la repetición en sol bemol mayor. El segundo tema, en fa sostenido menor, es más un complemento lírico que una antítesis. Las modulaciones mágicas conducen al largo apaciguamiento que señala el final de la exposición y fija la música de una manera muy clásica en la tonalidad de la dominante, Fa mayor. Una súbita modulación en do sostenido menor introduce el desarrollo que trabaja ambos temas con gran riqueza armónica, culminando en un dramático fortissimo en re menor. Una pausa lenta y paulatina, de atmósfera enrarecida, precede a la recapitulación, enriquecida con nuevas armonías y seguida de una gran coda donde el tema inicial reaparece tres veces más, en una iluminación constantemente renovada, para finalmente volver suavemente al silencio por donde había llegado.

### Andante sostenuto
El segundo movimiento, en do sostenido menor, es muy sencillo. Sin embargo, es el corazón emocional y el clímax de la Sonata. Una melodía tranquila y serena, suavemente quejumbrosa, se expone sobre un fondo de campanas solemnes, escenificadas en tres octavas con el bajo en obstinados de pedales rítmicos y progresa como en trance. Su expresión se intensifica gradualmente hasta la entrada del tema central en La mayor. La variada repetición desde el principio llega a los picos más altos de la inspiración: el dolor se apodera, más apremiante, más inquietante, cuando, de repente, una modulación de sol sostenido menor a do mayor crea un maravilloso cambio de iluminación que nos lleva a la conclusión, espiritual y refinada, en Do sostenido mayor.

### Scherzo: Allegro vivace con delicadeza
El scherzo en si bemol mayor, cuyo título describe bien el espíritu, aporta una relajación fresca y refinada, "casi un exorcismo". Sus delicadas apoyaturas, sus fugaces alusiones a las tonalidades más lejanas, subrayan tanto su poesía irreal como el contraste del breve trío menor, más severo, más tosco, con sus extraños períodos irregulares y acentos excéntricos.

### Allegro ma non troppo
El final es un rondó de tres temas, que combina la forma de rondó y sonata. El tema, algo lúdico e incluso travieso, comienza en do menor antes de volver a la tonalidad principal. Una segunda melodía, amplia, himnaria, en negras ligadas, nos lleva al sol mayor y redescubre momentáneamente la atmósfera del primer movimiento cuando, de repente, dos violentos acordes afirman el fa menor e introducen un tercer elemento, con ritmos fuertemente punteados. Se retoma entonces el estribillo, desarrollado durante un episodio vigoroso y muy modulado. Como en el primer movimiento, una pausa larga y gradual prepara la repetición relativamente regular. Después de un último episodio que se demora felizmente en la alegría de modular, un breve stretto, presto, brillante y vivaz, cierra la sonata.

## Discografía
Clifford Curzon, Jörg Demus, Leon Fleisher (dos grabaciones), Clara Haskil, Vladimir Horowitz (dos grabaciones), Evgeny Kissin, Radu Lupu, Maria João Pires, Menahem Pressler, Sviatoslav Richter (cuatro grabaciones), Arthur Rubinstein (dos grabaciones), Artur Schnabel, Rudolf Serkin (dos grabaciones), Vladimir Sofronitsky, Maria Yudina, Krystian Zimerman.